# ビンクスの酒
『ビンクスの酒』（ビンクスのさけ）は、テレビアニメ『ONE PIECE』のキャラクターソング。シングルは2009年3月25日にavex modeから発売された。

## 概要
アニメ第380話「ビンクスの酒 過去と現在とをつなぐ唄」（2008年12月7日放送）をはじめ、海賊なら誰でも知っている有名な歌として、劇中のさまざまな場面で歌われる。なお、「ビンクス」という言葉が何を意味しているのか、『ONE PIECE』の作者でこの歌の作詞者でもある尾田栄一郎は何の説明もしていないため不明である。
2022年8月10日に発売されたAdoのアルバム『ウタの歌 ONE PIECE FILM RED』には、本曲のスペシャルトラックバージョンとして「ビンクスの酒 -Special Track-」が同作品に収録されている。

## 収録曲
1. ビンクスの酒 [3:20]
歌：麦わら海賊団[2]（田中真弓、中井和哉、岡村明美、山口勝平、平田広明、大谷育江、山口由里子、矢尾一樹、チョー）
作詞：尾田栄一郎、作曲：田中公平、編曲：浜口史郎
2. 幸せの黒いハンカチ [0:33]
歌：ブルック（チョー）
作詞：尾田栄一郎、作曲・編曲：田中公平
3. A THOUSAND DREAMERS 〜9人の麦わら海賊団篇〜 [4:06]
歌：9人の麦わら海賊団（田中真弓、中井和哉、岡村明美、山口勝平、平田広明、大谷育江、山口由里子、矢尾一樹、チョー）
作詞：藤林聖子、作曲：田中公平、編曲：多田彰文
4. ビンクスの酒  （カラオケ）
5. 幸せの黒いハンカチ （カラオケ）
6. A THOUSAND DREAMERS 〜9人の麦わら海賊団篇〜 （カラオケ）